# Brachymystax lenok
Il lenok (Brachymystax lenok (Pallas, 1773)) è un pesce d'acqua dolce della famiglia dei Salmonidi diffuso in Siberia, Cina settentrionale e Corea. La sottospecie B. l. tsinlingensis è endemica di alcune aree dei monti Qin Ling.

## Descrizione
Il lenok raggiunge i 70 cm di lunghezza e gli 8 kg di peso: questo però vale per i maschi, perché le femmine non superano i 60 cm. Nell'aspetto ricorda molto una trota, ma ha scaglie notevolmente piccole e una pinna anale corta. La mascella superiore è corta e larga e i denti sono piccoli. Durante la stagione riproduttiva assume una colorazione rosso scuro, e la pinna dorsale e le pinne pettorali diventano dei colori dell'arcobaleno.

## Biologia
Il lenok è un pesce a crescita lenta che abita fiumi e torrenti con acque fresche o fredde. Nei mesi estivi si dirige verso strati d'acqua più profondi. Si nutre di insetti e loro larve, anfipodi, piccoli pesci, rane e uova e avannotti di altri salmonidi. È una specie prettamente d'acqua dolce e non visita mai il mare durante il suo ciclo vitale. Nonostante sia ancora molto diffuso, è in diminuzione.